# Titanic – Blood and Steel
Titanic – Blood and Steel ist eine zwölfteilige, international produzierte Miniserie, die 2012, anlässlich des 100. Jahrestages des Untergangs der Titanic im April 1912, entstand. Im Mittelpunkt dieser Serie steht jedoch nicht die tragische Jungfernfahrt des Schiffes, sondern die Vorgeschichte; erzählt wird von der Konstruktion der „unsinkbaren“ Titanic.

## Handlung
Dr. Mark Muir ist ein junger Metallurg, der die Universität beendet und der Royal-Navy gedient hat, vom reichen US-Amerikaner J. P. Morgan protegiert wird. Er reist im Auftrag Morgans von New York City nach Belfast auf die dortige Werft Harland and Wolff. Hier soll er mithelfen, eines der größten Schiffe aller Zeiten zu bauen – die Titanic. In Belfast lernt er die Italienerin Sofia Silvestri kennen, die als Kopistin für Konstruktionspläne auf der Werft arbeitet. Er verliebt sich in die junge Frau.
Belfast ist eine zerrissene Stadt, in der zahlreiche Konflikte toben. Werftarbeiter fordern gerechtere Arbeitsbedingungen und treten unter dem charismatischen Anführer Jim Larkin für das Recht ein, eine Gewerkschaft gründen zu dürfen. Auch unterdrückt eine protestantische Minderheit – die Angehörigen der so genannten „Ersten Klasse“ – die katholische Mehrheit in Belfast, die wiederum der „Dritten Klasse“ entstammt. Außerdem gibt es den Kampf der Unionisten gegen jenen der Separatisten, also Menschen, die sich von London lossagen und Irland selbstständig sehen möchten.
Inmitten dieses Chaos wird die Titanic gebaut – ein Symbol, das für ihre Erbauer einen Aufbruch in eine neue Ära bedeuten soll. Doch Mark stößt schon bald an seine Grenzen, als er zunächst vergeblich versucht, den Schiffskonstrukteur Thomas Andrews von der Notwendigkeit von besserem Stahl für die Außenbordwände zu überzeugen. Auch wasserdichte Schotten bis zum Oberdeck oder die Empfehlung von mehr Rettungsbooten auf dem Schiff werden von Bruce Ismay, dem Chef der White Star Line, abgelehnt. Diese Innovationen stoßen auf konservative taube Ohren. Andrews befürwortet Marks Ideen zwar, aber wegen des Spagates zwischen Schiffbauer und Buchhalter unterstützt er Mark nur sehr halbherzig.
Doch auch privat muss Mark Muir befürchten zu scheitern. So hat er ein Geheimnis. Sein richtiger Name ist Markus Malone, er ist Katholik. Als der Vorstand davon erfährt, muss Lord Pierri ihn entlassen, aber sein Förderer J. P. Morgan ist von Marks Fähigkeiten überzeugt und erzwingt seine Wiedereinstellung. Einst wurde er von seinem Vater nach London geschickt, nachdem Mark sechs Jahre zuvor die junge Siobhan Doyle geschwängert hatte. Während Siobhan in einem Frauenkloster im Kindbett gestorben ist, hat sein Kind, eine Tochter, überlebt. Mark wusste davon nichts. Als er die ganze Wahrheit erfährt, begibt er sich auf die Suche nach seinem nun von einem fremden Paar adoptierten Mädchen, obwohl die Suche zusehends seine Beziehung zu Sofia belastet. Diese soll zunächst Andrea Valle heiraten, einen Lehrling ihres Vaters, des Bildhauers Pietro Silvestri. Doch Sofia lehnt Andreas Heiratsantrag ab.
Sofias Schwester Violetta verliebt sich in den draufgängerischen Conor McCann, der zunächst auf der Werft an der Titanic arbeitet, später jedoch nach einem Streit entlassen wird. Conor schließt sich einer Widerstandsgruppe an, die für die Separation kämpft, wird jedoch im Kampf getötet. Conors Bruder Michael kümmert sich daraufhin um Violetta und ihren und Conors Sohn.
Marks Suche nach seiner Tochter endet in einer Sackgasse. Enttäuscht auch von der Führung der Werft Harland & Wolff – Lord Pirrie lastet die Kollision der Olympic mit der Hawke einem Lotsen an – möchte er zunächst kündigen. Doch Thomas Andrews bittet ihn, auf der Jungfernfahrt der Titanic als Mitglied und Chef der so genannten Guarantee Group mitzureisen. Auch Sofia möchte ebenso wie ihre Schwester Violetta mit deren Ehemann Michael nach New York City fahren. Alle gehen an Bord der Titanic. Mark geht auf einem Korridor an einer Frau mit deren Tochter vorbei. Dabei handelt es sich um sein Kind, was er nicht weiß.

## Ende
Die Miniserie hat ein eher offenes Ende. Der Zuseher weiß zwar von den Folgen jener Jungfernfahrt; über das Schicksal der Hauptakteure – obgleich sie fiktiv sind – erfährt er jedoch nichts.

## Hintergrundinformationen
Mit einem Budget von 28 Millionen Dollar entstand die Miniserie in Irland, überwiegend in Dublin. Die wenigen Außenaufnahmen in den Wäldern Irlands wurden jedoch in Serbien, in der Nähe der Stadt Kragujevac und der Hauptstadt Belgrad, gedreht.

## Synchronisation
Die Synchronsprecher für die deutsche Fassung waren:
| - Dr. Mark Muir: Tobias Nath - Sofia Silvestri: Tatjana Pokorny - Lord William Pirrie: Frank-Otto Schenk - Joanna Yeager: Sabine Arnhold - Kitty Carlton: Nicole Hannak - Thomas Andrews: Wolfgang Wagner - Michael McCann: Stephan Rabow - Conor McCann: Ozan Ünal - Sir Henry Carlton: Christian Rode - Violetta Silvestri: Shanti Chakraborty - Emily Hill: Svantje Wascher - Andrea Valle: Karlo Hackenberger - J. Bruce Ismay: Oliver Stritzel - Albert Hatton: Gerald Paradies - Jim Larkin: Erich Räuker - J. P. Morgan: Tom Vogt | - Pietro Silvestri: Dirk Bublies - Ashley Stokes: Gerrit Schmidt-Foß - Winston Churchill: Peter Flechtner - Eddy Hatton: Sebastian Christoph Jacob - Charles Stokes: Frank Muth - Chorley: Gerald Schaale - Edith Hatton: Sonja Deutsch - Florian Altenberg: Paul Herwig - John Gordon: Sven Gerhardt - Lady Lucinda Carlton: Katharina Lopinski - Lady Pirrie: Isabella Grothe - Mary McCann: Katharina Tomaschewsky - Mutter Oberin: Sonja Deutsch - Francis Caruthers: F.G.M. Stegers - Samuel Johanson: Matthias Deutelmoser - Brendan Byrne: Peter Reinhardt |